# Denisse Malebrán
Denisse Alejandra Malebrán Soto (Santiago, 28 de mayo de 1976) es una destacada compositora, música y cantante chilena, conocida por ser vocalista del grupo Saiko y por su carrera solista.

## Primeros años
Su etapa escolar la vivió en el Instituto del Sagrado Corazón de la comuna de San Bernardo, en Santiago de Chile. 
Desde sus inicios, Denisse pasó por varios estilos; en el colegio estudió canto lírico (más bien motivado por su padre), sin embargo nunca deja su estilo 'rebelde', tal como se autodefine.
Después de su paso por el colegio y su estancia en el grupo Turbomente, estudió un semestre de la carrera de Teatro y Comunicación Escénica en UNIACC. Sin embargo, elige dedicarse al estudio de la sociología en la Universidad Metropolitana de Ciencias de la Educación (UMCE). Esto no impide la posibilidad de cumplir sus sueños de participar en un proyecto musical, el cual se concreta después de varios problemas, como la búsqueda de financiamiento para una producción independiente.

## Saiko
Después de su paso por el colegio, y su participación en los grupos Polaroid y Turbomente, es contactada para formar parte de un nuevo proyecto musical de los exintegrantes del grupo musical La Ley, Luciano Rojas (guitarrista) y Rodrigo Aboitiz (tecladista). Curiosamente, ella en un comienzo no tenía muchas intenciones de integrarse a una nueva banda de Rojas y Aboitiz, puesto que ni siquiera gustaba de la música de La Ley, a pesar de tener una gran simpatía con ellos. Cuando audicionó no dejó conformes a los otros músicos, puesto que ellos querían una voz más "rockera", en esa audición también participaron cantantes como Amaya Forch, Alejandra Valle (conocida por su faceta de periodista) y Carolina Sotomayor. Después de varias pruebas, en 1999, Denisse Malebrán es elegida para ser la voz femenina del grupo Saiko. Con letras previamente escritas, Denisse agrega la voz e imagen que da al grupo una armonía imperfecta.
Sin embargo, con el paso del tiempo, va trascendiendo en el grupo de manera tal que ni siquiera los continuos cambios de formación marcaron diferencia en la banda, asumiendo el liderazgo de Saiko, escribiendo la mitad de las letras del disco Campos Finitos y la totalidad de ellas en el disco Las horas.
Su carácter fuerte e idealista, y su capacidad interpretativa de ideas con respecto a temas de contingencia, proyectos, hechos, etc. la han llevado a defender sus ideas, sobre todo en temas como la política, campañas contra la violencia hacia las mujeres y hasta en campañas masivas como la Teletón.
De acuerdo con sus ideales políticos afines a la izquierda, en 2005 participó en la campaña electoral de la presidenta de Chile Michelle Bachelet. Casi al finalizar la campaña, ella y su grupo se vieron envueltos en un accidente en carretera, donde desafortunadamente perdió la vida Ricardo Burgos, uno de los asistentes técnicos de Saiko. Luego del duelo provocado por la magnitud de la tragedia, se cancelaron los compromisos de la banda.
En 2006 Denisse intenta participar en proyectos paralelos al grupo, principalmente en televisión, integrando los paneles de Chile elige (TVN), Duro de domar y El termómetro (estos últimos de Chilevisión).
A principios de 2007, se le otorga el premio como Mujer del Año debido al reconocimiento por su insistente compromiso con campañas e iniciativas sociales. Producto de su creciente figuración política se le entrega la Secretaría General en la Sociedad Chilena del Derecho de Autor(SCD).

### 2006: Salida de Saiko

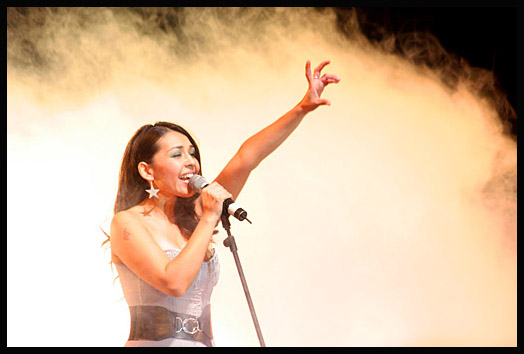
Malebrán en el concierto de despedida en 2007.

A finales de 2006, Denisse anuncia su alejamiento del proyecto musical Saiko para emprender una carrera como solista mientras Luciano Rojas y Javier Torres analizarían la continuidad de la banda.
El 28 de abril de 2007 Saiko interpreta, por última vez en vivo, junto a Denisse Malebrán sus más grandes éxitos en un concierto histórico que duró aproximadamente 2 horas y media en el cual se presentaron 28 temas de la banda y una versión.

### 2012-presente: Vuelta a Saiko
En 2012 se confirma que Denisse vuelve a Saiko junto a Luciano Rojas y Coty Abotiz. La banda llenó dos veces el Teatro Nescafé de las Artes y repletó el Teatro Caupolicán a finales de 2012.

En 2013, Malebrán se concentra en el lanzamiento y promoción de "Trapecio" el sexto álbum estudio de la banda. Además escribe algunas canciones del disco entre las que destacan "Quimera" una canción que habla del dolor al separarse del ser amado, y "Alud", una ingeniosa y poética letra perfectamente rimada de comienzo a fin, en donde la cantante se luce como compositora.

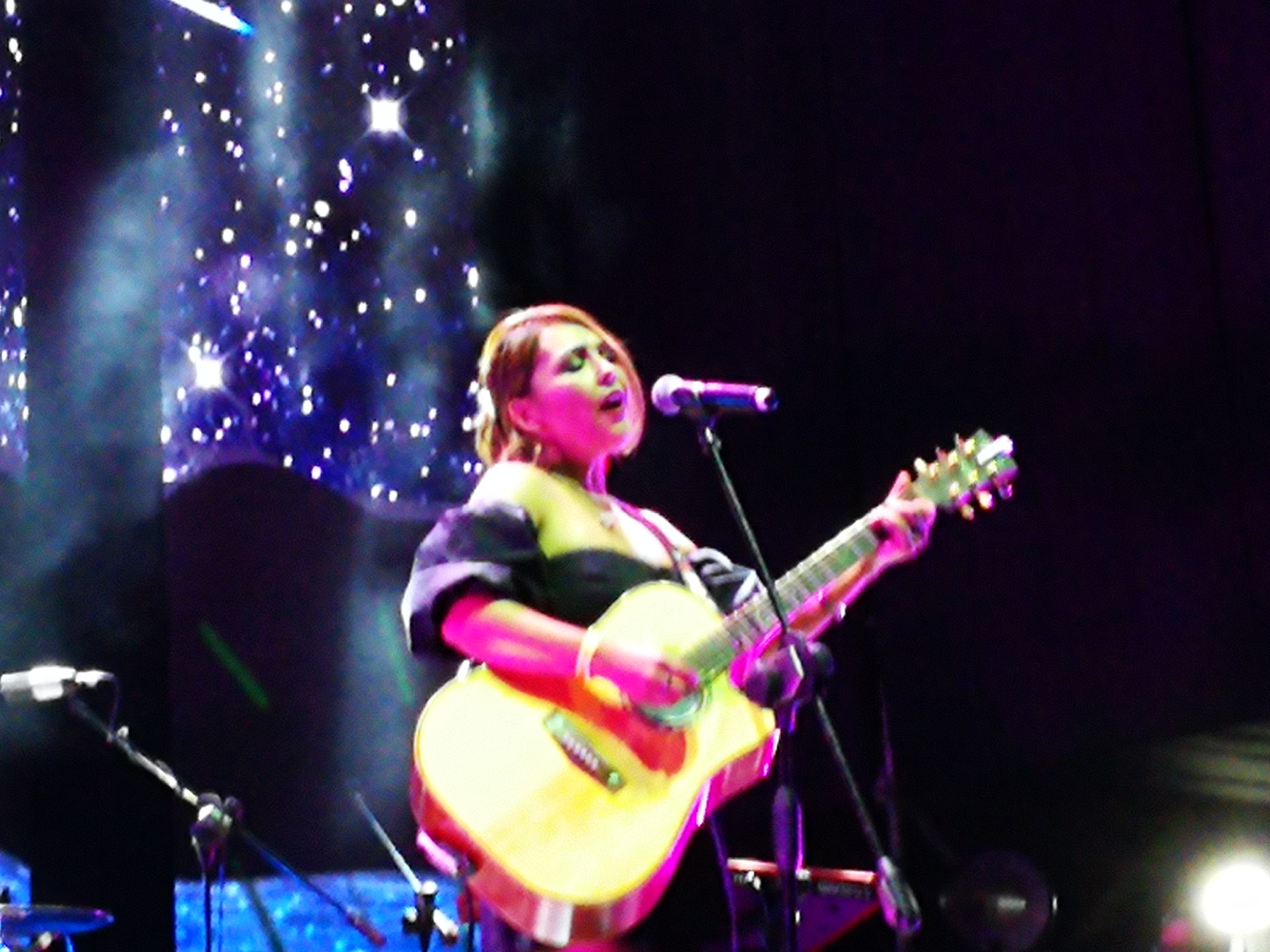
Denisse cantando junto a Saiko en la Cumbre del Rock Chileno 2018

En 2014, la artista se enfoca en su trabajo de cultura y gestión social en la Dirección Sociocultural de la Presidencia para el gobierno de Michelle Bachelet. Aun así, sigue participando en shows en vivo, como en el Festival de la Diversidad (evento realizado a la memoria de Daniel Zamudio) y en un concierto a beneficio de las víctimas del incendio en Valparaíso en abril de 2014.
A fines de 2016 deja el cargo en el gobierno, y se dedica ya de forma completa a la banda Saiko, publicando un nuevo trabajo en vivo llamado Sigo quemando infinitos, que es la grabación de un concierto realizado a inicios de 2016 en el Club Chocolate de Santiago y trabajando junto a sus compañeros en un nuevo álbum de estudio el cual sería lanzado durante el 2017, el cual tiene tres singles de adelanto No me importa nada (una versión de Luz Casal), El regalo y Viaje espacial, cantando las nuevas canciones más otras dos canciones llamadas Majestad y Retazos en vivo en un show en el Teatro Nescafé de las Artes, el 4 de junio de 2017.
El 11 de julio se revela a través de las redes sociales el nombre y la portada del nuevo álbum de estudio, llamado Lengua muerta, siendo publicado el 4 de agosto de 2017 y lanzado oficialmente en el Club Amanda, el día siguiente.

## Carrera solista

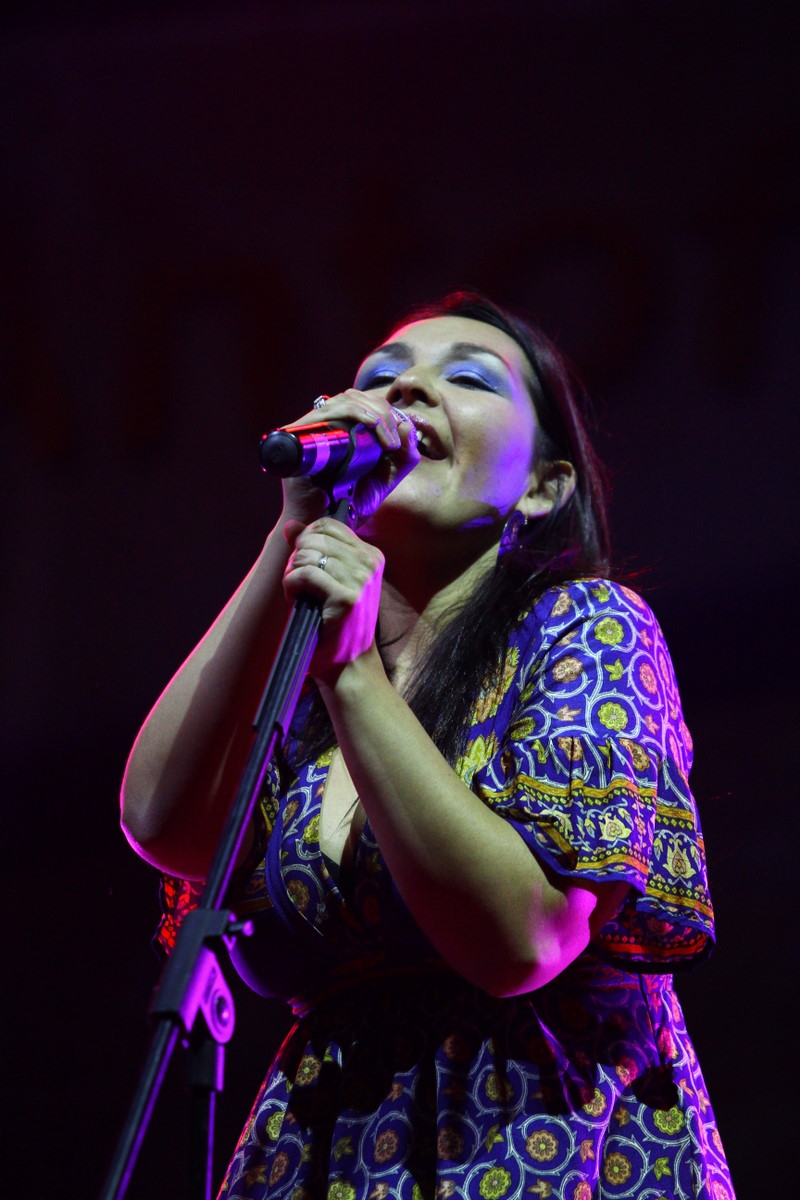
Denisse Malebrán cantando en Antofagasta, durante las celebraciones del Bicentenario, en 2010.

Tiempo antes de su salida del grupo Saiko, Denisse Malebrán comienza a preparar su primera producción como solista, titulada Maleza, la cual fue presentada en función doble, debido a la alta demanda de entradas, el 23 de agosto del año 2007 en la Sala SCD y apareciendo en disquerías el 1 de septiembre del mismo año.
Con un disco de estilo propio y muy acústico, Denisse Malebrán presenta el primer sencillo de Maleza, titulado "A veces tú", una balada tipo italiana que refleja el cambio musical que abordará su nueva etapa como solista en la que se puede ver su notable crecimiento artístico.
Participa en el Festival del Huaso de Olmué de 2008, como jurado y realizando como artista invitado.
Este álbum consagra a la cantante con un premio Altazor de 2008 en la categoría Pop-Balada y para la crítica especializada es considerada la voz femenina más destacada de ese año.
El 7 de noviembre de 2009 se lanza a un segundo disco en su carrera como solista: Pagana, donde la artista demuestra una carga de pasión y devoción, centrando sus mensajes en las imperfecciones de la fe y quienes se guían por ella. Este, fue producido artística y musicalmente en conjunto con Luciano Rojas (La Ley, Saiko) A pesar de la poca difusión del disco en las radios, tuve excelentes críticas en cuanto al trabajo de composición, originalidad en letras y estética.
En agosto de 2010 participa junto a Inti-Illimani Histórico, Beto Cuevas, Jorge González, Francisca Valenzuela y Claudia Acuña, junto al Coro San Carlo de Nápoles, en una serie de conciertos llamados Hecho en Chile en las ruinas de Pompeya, que homenajea a Violeta Parra y Víctor Jara, por iniciativa de la Fundación Teatro a Mil, en el marco de las celebraciones del Bicentenario. El 11 de diciembre del mismo año participa en el Festival El Abrazo que unió a artistas de rock chilenos y argentinos, en un bloque femenino junto a Nicole, Javiera Parra y Fabiana Cantilo.

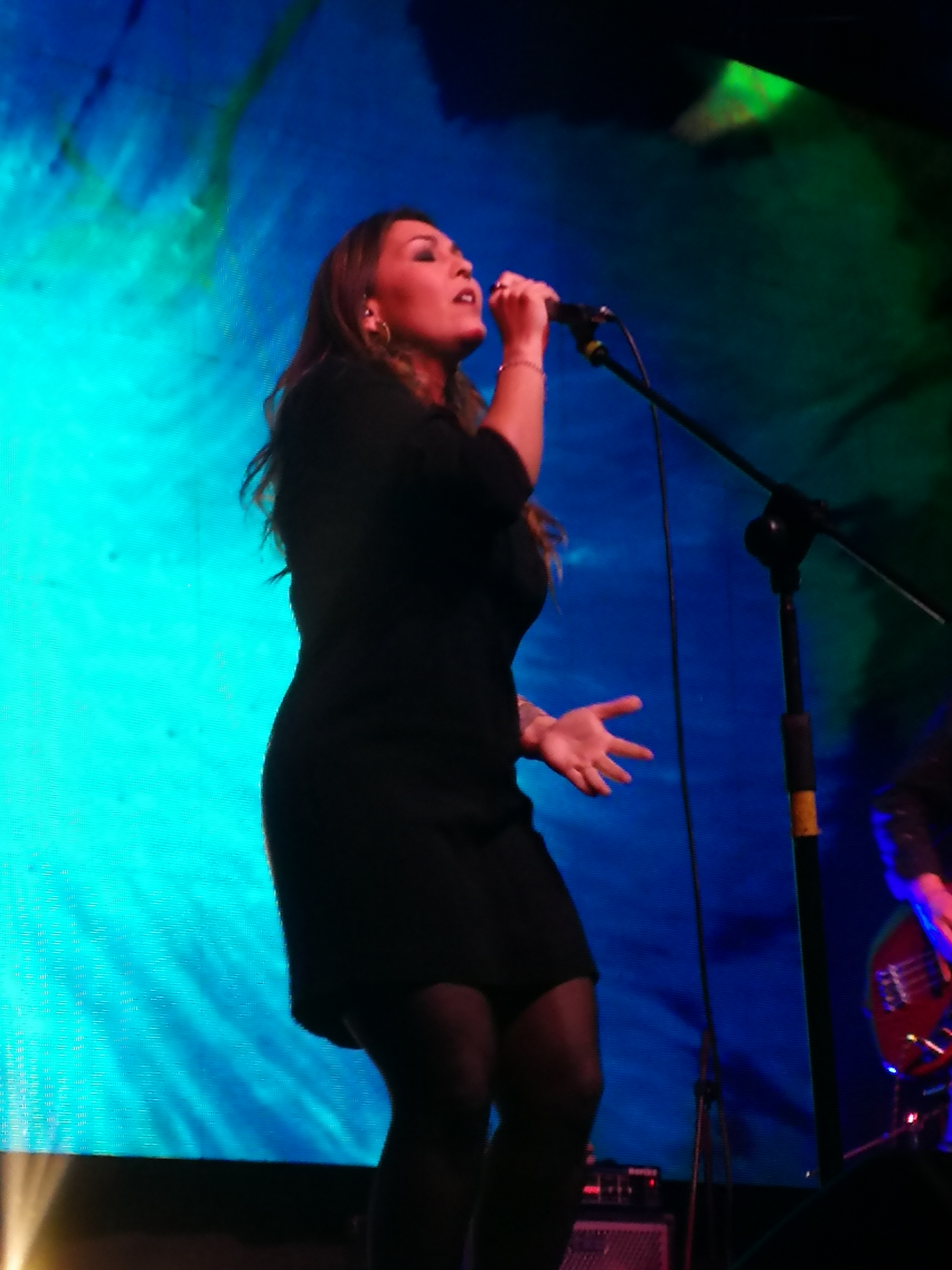
Denisse Cantando junto a Saiko en el club Amanda durante el lanzamiento de Lengua muerta en agosto de 2017.

En 2011 publica Mi caravana es el tercer disco en solitario de Denisse Malebrán, “Ésa es mi fuente, mi motor, por el cual se continúa el camino en caravana. Es reconocer la suerte de haber tenido pausas en ese andar y que te sigan acompañando, a pesar de los obstáculos que la vida a todos nos deja”, indica la denominada diva del pop chileno.
El sonido está inspirado en la música popular de fines de la década de 1960, entre los que lucieron artistas como Los Ángeles Negros. Malebrán define su trabajo como: “La evolución, para mí, va de la mano de no tener miedo a experimentar, a no quedarse encerrado en un solo estilo. La canción pop no ha variado en su forma hace 40 años; solo nos queda sumar elementos y variar en este tipo de juegos: el de atraer lo mejor que nos antecedió".
Por Mi caravana consigue su segunda nominación a los premios Altazor de 2012 en la categoría Pop.
Su siguiente trabajo solista de Malebrán es un álbum de covers de canciones de Armando Manzanero, que grabó en el año 2013, pero no ha publicado aún, que se llama Corazón salvaje.
Durante 2018 y 2019, Saiko realiza una serie de presentaciones con motivo de su 20 aniversario, junto a eso Denisse retoma su carrera solista de forma paralela a su trabajo con Saiko, trabaja en su cuarta producción discográfica Antípoda, cuyo primer sencillo de adelanto es Hey, publicado el 31 de mayo de 2019.

## Discografía
| Álbumes de estudio - 2007: Maleza - 2009: Pagana - 2011: Mi caravana - 2020: Antípoda Álbumes de estudio inéditos - 2013: Corazón salvaje | Álbumes de estudio - 1999: Informe Saiko - 2001: Campos finitos - 2004: Las horas - 2013: Trapecio - 2017: Lengua muerta | - 1997: Turbomente |

## Premios y nominaciones
| Año  | Premio         | Categoría                                | Trabajo     | Resultado |
| ---- | -------------- | ---------------------------------------- | ----------- | --------- |
| 2008 | Premio Altazor | Artes Musicales - categoría Pop - Balada | Maleza      | Ganadora  |
| 2012 | Premio Altazor | Artes Musicales - categoría Pop          | Mi caravana | Nominada  |